# Rheochorema
Rheochorema is een geslacht van schietmotten van de familie Hydrobiosidae.

## Soorten
- R. lobuliferum OS Flint, 1967
- R. magellanicum OS Flint, 1974
- R. robustum F Schmid, 1955
- R. tenuispinum F Schmid, 1955